# My Name Is Khan
 My Name Is Khan (Hindi माय नेम इज़ ख़ान māy nem iz khān; Kurzschreibweise MNIK) ist ein indischer Bollywood-Film, der am 12. Februar auf der Berlinale 2010 Premiere hatte. Die Regie führte Karan Johar anhand eines Drehbuchs von Shibani Bathija, Produzenten waren Hiroo Yash Johar und Gauri Khan. Die Hauptdarsteller sind Shah Rukh Khan und Kajol. Die Dreharbeiten wurden gemeinsam betreut von Dharma Productions und Red Chillies Entertainment. Distributor ist die Firma FOX Star Entertainment, welche die Filmrechte für 1 Milliarde Indische Rupien gekauft hat, was ihn zum zweitteuersten Bollywood-Film nach Blue machte. My Name Is Khan war 2010 der erfolgreichste indische Film im Ausland und der in Indien meisterwartete Film desselben Jahres. Der Kinostart in Deutschland war am 11. Juni 2010.

## Handlung
Rizvan Khan, ein indisch-amerikanischer Mann aus einer muslimischen Familie, ist Asperger-Autist. Er kann nicht lügen, nimmt alles wörtlich, versteht keine Ironie, kann seine Gefühle nur bedingt zeigen und kann sich nicht in etwas, was andere denken oder meinen, hineinversetzen. Körperlichen Kontakt kann er nur stark bedingt zulassen. Außerdem richtet er sich nach genauen Zeitangaben. Auf einer Reise wird er aufgrund rassistischer Zuschreibungen und seines atypischen Verhaltens (durch seine Beeinträchtigung bedingt) verdächtigt, ein Terrorist zu sein. Er wird vom Zoll durchsucht, aber es wird nichts gefunden. Die Zollbeamten fragen ihn, wohin er will, worauf seine Antwort lautet: Zum Präsidenten der Vereinigten Staaten (zu diesem Zeitpunkt George W. Bush). Die Beamten lassen ihn gehen, wobei einer von ihnen Rizvan verspottet; er solle doch dem Präsidenten ein Howdie von ihm bestellen. Rizvan nimmt das völlig ernst, er schreibt sich den Namen des Mannes auf und will den Präsidenten grüßen. Später, am Abend, schreibt Rizvan weiter in sein Tagebuch, das er als Brief an seine Frau Mandira formuliert. Das Tagebuch beginnt mit Rizvans Jugend.
Rizvan ist schon als Junge sehr intelligent, was vor allem an einer mit seinem Asperger-Syndrom einhergehenden, außergewöhnlichen Begabung im Bereich der Kognition und Merkfähigkeit deutlich wird. Da aber seine Störung im sozialen Bereich nie diagnostiziert wurde, wird er für schwachsinnig gehalten. Nur seine alleinerziehende Mutter begreift, was in ihm steckt, und bemüht sich, ihm eine gute Bildung zu verschaffen. Schließlich erkennt ein Professor, wie lernfähig Rizvan ist, und wird sein Mentor. Rizvan kann schnell fließend englisch und entwickelt sein Talent weiter, mechanische und elektronische Geräte zu reparieren. Da er seine Dienste schon bald für Geld anbietet, kann er zur Ernährung der sehr armen Familie beitragen, weshalb seine Mutter sehr stolz auf ihn ist. Rizvans jüngerer Bruder Zakir fühlt sich benachteiligt, da die Aufmerksamkeit der Mutter durch die Beeinträchtigung oft nur auf Rizvan liegt. Er glaubt, Rizvan werde bevorzugt, doch tatsächlich will seine Mutter nur dafür sorgen, dass Rizvan durchs Leben kommt, während sein Bruder bereits in der Lage ist, sein eigenes Leben zu bewältigen. Aber der Groll und die Eifersucht sind weiter vorhanden und so verlässt Rizvans Bruder als Erwachsener Indien und zieht nach San Francisco. Dort heiratet er und will so wenig wie möglich mit seinem Bruder zu tun haben. Diesem tut das schlechte Verhältnis leid. Ihm ist es jedoch nicht möglich, seinen Bruder über dieses Gefühl aufzuklären. An etwas anderes erinnert sich Rizvan ebenfalls: Seine Mutter sagte ihm einmal, dass er niemals vergessen dürfe, dass jeder Mensch gleich ist, dass man auf keinen Fall Unterschiede zwischen Hindu und Muslim machen dürfe. Nur ihre Taten unterscheiden die Menschen. Es gibt demnach nur gute Menschen, die Gutes tun und böse Menschen, die Böses tun.
In der aktuellen Zeit: Rizvan sucht eine Bleibe für die Nacht, aber das Motel, das er erreicht, ist bereits voll. Der Betreiber ist ein hinduistischer Inder. Da er in Rizvan ebenfalls einen Hindu vermutet, möchte er ihm eine Bleibe in seinem eigenen Haus anbieten. Plötzlich gibt es Lärm vor dem Haus, da jemand versucht die Scheiben des Motels einzuwerfen und anti-muslimische Parolen ruft. Der Motelbesitzer rennt nach draußen und schießt mit seinem Gewehr einem flüchtenden Auto nach. Dabei schimpft er auch über Muslime, die in seinen Augen dafür verantwortlich sind, dass er bedroht wird, da er mit einem Muslim verwechselt wird. Rizvan bekommt Angst und sucht das Weite. Der Mann ist verwirrt und ruft ihm nach, daher dreht Rizvan sich noch einmal kurz zurück und gibt sich aufgrund seines Namens als Muslim zu erkennen; wortwörtlich sagt er: „Mein Name ist Khan und ich bin kein Terrorist.“ Diesen Satz wiederholt er im Verlauf des Films sehr oft, doch momentan lässt er nur den schockierten Motelbesitzer zurück. Er erinnert sich weiter...
Nachdem seine Mutter stirbt, nimmt Rizvans Bruder ihn ein wenig widerwillig bei sich und seiner Frau Hasina auf. Rizvans Schwägerin (eine Psychologin) ist es schließlich, die das Asperger-Syndrom bei ihm feststellt und ihm helfen möchte, ein normales Leben zu führen. Rizvan bekommt eine Stelle als Vertreter von Kosmetikartikeln in der Firma seines Bruders. Die Stelle ist zwar einerseits unpassend für ihn, da sie ihn zum einen kognitiv unterfordert und zum anderen aufgrund seiner sozialen Schwierigkeiten unangemessen ist, andrerseits ermöglicht sie ihm aber, Geld zu verdienen. So zieht er durch die Stadt und landet irgendwann vor dem Friseursalon, in dem die hübsche Mandira arbeitet. Noch bevor er auch nur ein Wort mit ihr gewechselt hat, ist Rizvan in sie verliebt. Er äußert bei ihrer ersten Begegnung im Salon, am Asperger-Syndrom zu leiden. Schon nach kurzer Zeit kann er ihre Freundschaft gewinnen. Die beiden treffen sich öfter, und Rizvan freundet sich auch mit Mandiras Sohn Samir (Spitzname Sam) an, den sie allein erzieht.
Schließlich fasst er den Entschluss, Mandira zu heiraten, obwohl die Verständigung immer noch etwas schwierig ist und Mandira eine Hindu ist. Er bittet sie darum, aber Mandira erklärt ihm, dass er nicht so einfach um ihre Hand anhalten könne. Rizvan denkt sich also eine Möglichkeit aus, die auf Mandira möglichst romantisch wirken soll. Nach ihrer Arbeit wartet er vor dem Friseursalon auf sie – und bekommt einen Wutausbruch, als sie in einer gelben Jacke herauskommt. Gelb ist für Rizvan eine sehr unerträgliche Farbe und diese Tatsache ist in seiner autistischen Spektrumsstörung stark verankert. Das wusste Mandira nicht, sie entschuldigt sich bei Rizvan und kann ihn beruhigen. Anschließend will Rizvan sie auf ein Date einladen; worauf Mandira erwidert, wenn er ihr einen Ort in San Francisco zeigen kann, den sie noch nicht kennt, dann werde sie ihn heiraten. Das wird ein bisschen schwierig, denn Mandira lebt schon sehr lange in der Stadt und so scheitern die ersten Versuche. Rizvan holt sie eines Tages noch im Morgengrauen aus dem Schlaf und nimmt sie mit auf einen Berg, von wo aus sie den Sonnenaufgang über der Stadt bewundern. Mandira sagt zu, seine Frau zu werden, und aus den beiden und Sam, der jetzt in Rizvan einen Vater sieht, wird eine glückliche Familie. Rizvans kleine Besonderheiten bilden bald kaum noch ein Problem. Gut befreundet mit ihnen ist die benachbarte christliche amerikanische Familie Garrick, deren Sohn Reese im selben Alter ist wie Sam. Die beiden sind beste Freunde. Um ihr Glück zu vervollkommnen, eröffnet Mandira ihren eigenen Friseursalon.
Das glückliche Familienleben wird jäh gestört, als am 11. September 2001 die Twin Towers bombardiert werden. Von da an wird das Leben für amerikanische Muslime unerträglich. Sie werden ausgeschlossen, benachteiligt, überfallen und gemobbt. Mandiras Laden, der aufgrund ihrer Hochzeit mit Rizvan den muslimischen Namen Khan trägt, wird nicht mehr besucht und geht bankrott. Einzig der Zusammenhalt in der Familie und die Freundschaft zu den Garricks lässt Rizvan, Mandira und Sam die Fassung bewahren. Aber damit ist es nach ein paar weiteren Jahren vorbei. Nachdem der Familienvater der Garricks als Berichterstatter im Krieg in Afghanistan gefallen ist, hört sein Sohn auf, mit Sam zu sprechen, und beschimpft ihn als dreckigen Muslim. Die Schuld daran, dass sein Vater erschossen wurde, überträgt er auf alles Muslimische. Sam aber bemüht sich um die Freundschaft des Jungen, die ihm sehr wichtig ist. Eines Tages redet er allein auf dem Fußballplatz mit ihm, woraufhin die Situation eskaliert. Eine Gruppe von älteren Jungen greift ein und beschimpft Sam zunächst, bevor sie ihn dann verprügelt. Reese versucht die Gruppe aufzuhalten, wird jedoch von einem der Jungen daran gehindert. Im Verlauf der gewalttätigen Auseinandersetzung kommt Sam zu Tode. Die älteren Jungen ergreifen die Flucht und zwingen den Sohn der Garricks mit Todesdrohung, zu schweigen.
Während Mandira nervlich zusammenbricht, schiebt Rizvan die Tatsache scheinbar zunächst von sich weg, indem er an medizinischen Daten festhält. Darüber hinaus kann Rizvan aufgrund seines Asperger-Syndroms überhaupt nicht begreifen, warum irgendjemand erzählen sollte, dass er ein Terrorist sei. Nachdem ein Polizeibeamter das Paar befragen will, geht Mandira zum Tatort zurück, um Sam nah zu sein, da sie die Tatsache nicht akzeptieren will, dass ihr Sohn tot ist. Rizvan folgt ihr, er ist hilflos und kann mit Mandiras tiefer Verzweiflung nichts anfangen. Zornig schreit Mandira ihn an, dass es seine Schuld sei, dass Sam gestorben ist, dass sie als Paar ihn durch die Hochzeit getötet haben, weil er nur aufgrund des muslimischen Nachnamens getötet wurde. Rizvan kann nur hilflos wiederholen, dass er kein Terrorist ist, aber Mandira ist aufgrund ihrer blinden Wut nicht fähig, auf ihn einzugehen. Sie sieht sich nicht in der Lage, die Ehe mit Rizvan fortzuführen und sagt, er solle verschwinden. Etwas verwirrt fragt Rizvan, wann er denn wiederkommen solle. Mandira sagt zu ihm: "Sag doch dem Präsidenten, dass du kein Terrorist bist, und dann kannst du von mir aus wiederkommen!" Rizvan nimmt sie beim Wort und geht los, um den Präsidenten zu suchen. Mandira ist auch Monate später immer noch außer sich vor Trauer und Wut. Immer wieder will sie die Polizei dazu bewegen, dass diese den Fall weiter bearbeiten, und nimmt nach der Schließung der Akte die Sache selbst in die Hand.
Rizvan reist indes über Monate hinweg quer durch das Land, immer dem Präsidenten auf der Spur. Als sein Geld aufgebraucht ist, führt er Reparaturen an Autos gegen Bezahlung aus. Einmal begegnet ihm dabei ein Junge, der einen Fahrradunfall hat und leicht verletzt ist. Rizvan trägt ihn nach Hause, wo ihn der überschwängliche Dank der Mutter des Jungen, "Mama Jenny", erwartet. Er bleibt einige Tage als Gast dort und geht auch mit ihnen in die Kirche. Dass er dort trotz seines Glaubens toleriert wird, gibt Rizvan Kraft. Zum ersten Mal seit der Trennung von Mandira spricht er über Sam. Dann singt er zusammen mit der Gemeinde. Es ist sein und Mandiras Lieblingslied "We shall overcome". Mit neuer Zuversicht reist Rizvan weiter.
Rizvan achtet immer noch streng auf die Einhaltung seiner Glaubensregeln. Auf seiner Reise schließt er Bekanntschaft mit einem muslimischen Ehepaar. Nachdem sie zusammen gegessen haben, meint Rizvan, es sei nun Zeit für sein Nachmittagsgebet. Das Paar ist sichtlich verblüfft und sagt ihm, er solle vorsichtig sein, denn im ganzen Restaurant sitzen nicht-muslimische Amerikaner, von denen die meisten im selben Bus wie Rizvan reisen und ihm Schwierigkeiten machen könnten. Rizvan ist es egal, er geht vor das Restaurant, rollt seinen Gebetsteppich aus und betet unbeirrt unter den Augen aller Anwesenden, die ihn anstarren wie einen Verrückten, aber nichts dazu sagen.
Als Rizvan später in einer Moschee betet, versucht Dr. Faisal Rahman – ein islamistischer Prediger – dort einige Gläubigen mithilfe eines Bildnisses aufzuhetzen, woraufhin Rizvan vor der ganzen Gruppe äußert, dass der Prediger lüge und das Bildnis aus einer anderen Sichtweise schildert. Er entgegnet ihm, dass ihr Gott den Weg der Liebe vorsieht und dass alles andere vom Teufel kommt. Danach ruft er beim FBI an, das den Prediger zwar später verhaftet, zunächst jedoch nicht reagiert.
Es scheint so weit zu sein, dass Rizvan den Präsidenten erreicht hat; er wartet in einer großen Menschenmenge auf die Rede des Präsidenten, der auf Wahlkampftour ist. Er will dem Präsidenten seine Botschaft zurufen, doch als die Menge das Wort „Terrorist“ vernimmt, brechen die Menschen in Panik aus, und Rizvan wird verhaftet, immer wieder gefoltert und verhört. Zwei indisch-amerikanische Reporter, die Rizvan in der Menge gefilmt haben, werden auf sein Schicksal aufmerksam und berichten in einer Nachrichtensendung über ihn, obwohl der Besitzer des Senders zunächst nicht über Rizvan berichten wollte. Über die mühsam erkämpfte Reportage erfahren die ganzen USA und auch ein US-Senator von Rizvan, auch sein Bruder und dessen Frau. Viele Muslime fühlen sich durch Rizvans Geschichte ermutigt; so schämt sich seine Schwägerin endlich nicht mehr, in der Öffentlichkeit Kopftuch zu tragen, was Zakir, ihr Mann, ihr geraten hatte, nachdem ihr in der Öffentlichkeit das Kopftuch vom Kopf gerissen wurde.
Auch Mandira, die sich seit einer Ewigkeit einzig und allein dem Kampf für Gerechtigkeit für Sam verschrieben hatte, sieht nach dem Anruf ihrer Schwagerfamilie den Bericht und macht sich auf den Weg, um Rizvan wiederzusehen, den sie damals aus ihrer tiefen Trauer und blinden Wut weggeschickt hatte. Zuvor ist der Sohn der Garricks, ebenfalls aufgrund des Berichts, endlich geständig und verrät auch die Namen der Täter. Um der Freundschaft willen, die sie immer noch mit der Mutter des Jungen hat, bittet sie die Polizei um Strafmilderung für ihn. Da sie nun weiß, was mit ihrem Jungen passiert ist, merkt sie, wie viel Unrecht sie ihrem Mann getan hat, und will zu ihm, um ihm das zu sagen. Rizvan wird zu einer bekannten Persönlichkeit in den USA, kaum noch jemand weiß nicht über ihn Bescheid. So erwartet ihn am Tag seiner Freilassung eine riesige Menschenmenge vor dem Gefängnis.
Nach mehr als 15 Tagen wird Rizvan in die Freiheit entlassen. Mandira ist auch vor Ort, doch Rizvan beschließt in letzter Minute, nicht zu ihr zu gehen, als er sie an einem Taxi entdeckt, da er sein Versprechen halten will. Während seiner Gefangenschaft hat der afroamerikanische US-Senator Barack Obama die Präsidentschaftswahlen gewonnen und ist neuer Präsident der Vereinigten Staaten und somit Rizvans neuer Ansprechpartner für dessen Anliegen.
Doch auch das muss noch warten, denn kurz danach hört Rizvan, dass der Hurrikan Katrina Überschwemmungen und Schäden in Wilhelmina, Georgia angerichtet hat. Er eilt dorthin und versucht, den Opfern des Hurrikans, darunter "Mama Jenny" und ihrem Sohn, zu helfen. Die Bewohner des kleinen Ortes haben sich in der Kirche verbarrikadiert, wo sie zwar vorerst sicher vor dem Wasser, aber weder versorgt, noch vor Kälte geschützt sind. Viele von ihnen werden krank und erliegen Verletzungen. Die Toten können nicht begraben und die Vermissten nicht gesucht werden. Trotz Mama Jennys Aussage, diesmal könne auch Rizvan nichts reparieren, bleibt er und gibt sein Bestes, z. B. will er das Kirchendach abdichten, welches einzustürzen droht. Die Katastrophenhilfe lässt auf sich warten.
An dieser Stelle wird Rizvans neue Prominenz zu einem Vorteil. Denn nach seinem plötzlichen Verschwinden suchen ihn die Presse und so ziemlich jeder Fernsehsender für ein heiß begehrtes Interview. Doch Rizvan ist wie vom Erdboden verschluckt. Schließlich finden die beiden Reporter, die über ihn berichtet haben, heraus, wo er ist und was er macht. Viele Menschen kommen nach Wilhelmina, um bei der Versorgung und dem Wiederaufbau zu helfen. Rizvans Bruder und seine Schwägerin Hasina sind auch dabei und sehr froh, ihn zu sehen. Auch Mandira taucht schließlich da auf, aber Rizvan sieht sie nur kurz, zu einem Gespräch kommt es noch nicht: Denn, noch jemand ist in der Menge mitgekommen: Ein Anhänger des verhafteten Predigers Dr. Rahman sticht Rizvan aus Rache nieder. Er wird ins Krankenhaus gebracht und als er dort wieder zu sich kommt, sitzt Mandira neben seinem Bett. Sie hat Rizvans Tagebuch-Brief an sie gelesen, welchen er auf seiner Reise verfasst hat und welcher alles schildert, was er nicht äußern kann. Mandira möchte, dass er nach Hause kommt. Rizvan beharrt aber darauf, zu dem neuen Präsidenten zu gehen.
Dieser gewährt ihm eine kurze Audienz. Daraufhin sagt Rizvan zu ihm: „Mr. President, mein Name ist Khan, und ich bin kein Terrorist.“

## Synchronisation
| Darsteller         | Rolle            | Synchronsprecher |
| ------------------ | ---------------- | ---------------- |
| Shah Rukh Khan     | Rizvan Khan      | Pascal Breuer    |
| Kajol Devgan       | Mandira          | Natascha Geisler |
| Jimmy Shergill     | Zakir Khan       | Sascha Rotermund |
| Sonja Jehan        | Hasina           | Wicki Kalaitzi   |
| Benny Nieves       | Inspektor Garcia | Olaf Reichmann   |
| Arif Zakaria       | Dr. Rehman       | Michael Iwannek  |
| Carl Marino        | Officer Vaughn   | Peter Lontzek    |
| Sheetal Menon      | Radha            | Simone Kabst     |
| Katie Amanda Keane | Sarah            | Cathlen Gawlich  |
| Dominic Renda      | Mark             | Sven Gerhardt    |
| Kenton Duty        | Reese            | Leonard Walenta  |

## Kritik
„Regisseur Karan Johar („Sometimes Happy, Sometimes Sad“) scheut sich nicht vor großen Gefühlen. Die Lebensfreude, die „My Name Is Khan“ trotz des ernsten Themas ausstrahlt, wirkt in manchen Szenen zu dick aufgetragen – und doch entfaltet der hemmungslos romantische Film einen unbefangenen Zauber, dem man sich kaum entziehen kann.“

„Zwar macht der Film einige Zugeständnisse an ein westliches Publikum – statt Szenen, in denen die Figuren selbst singen und tanzen, gibt es lediglich einige mit indischen Songs unterlegte Montagesequenzen –, biedert sich dabei aber nicht an die Dramaturgie des Hollywoodkinos an. Wild wechselt der Film von einer überdrehten Romantic Comedy zum tragischen Melodram, lässt erzählerische Stringenz ebenso hinter sich wie eine dem Realismus verpflichtete Glaubwürdigkeit. Es scheint paradox, dass gerade in diese überhöhte, künstliche Welt immer wieder reale politische Ereignisse dringen.“

## Preise

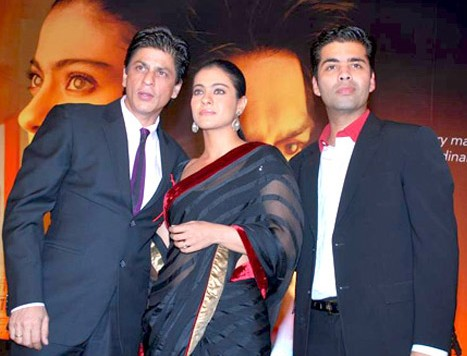
Shah Rukh Khan, Kajol und Karan Johar 2011

- Filmfare Award/Bester Hauptdarsteller: Shah Rukh Khan
- Filmfare Award/Beste Hauptdarstellerin: Kajol
- Filmfare Award/Beste Regie: Karan Johar
- Star Screen Award: Besten populäresten Schauspieler: Shah Rukh Khan
- Star Screen Award: Beste Musik: Shankar-Ehsaan-Loy
- Star Screen Award: Ramnath Goenka
- Zee Cine Award: Bester Sound Design: Dileep Subramanaim
- Zee Cine Award: Beste Geschichte: Karan Johar und Shibani Bhatija
- Zee Cine Award: Beste Playbacksängerin: Richa Sharma
- Zee Cine Award: Best vermarkteter Film
- Zee Cine Award: Popular Award für besten Regisseur: Karan Johar
- Zee Cine Award/Bester Hauptdarsteller: Shah Rukh Khan
- Stardust Award: Star des Jahres (weiblich): Kajol
- IIFA Award/Bester Hauptdarsteller: Shah Rukh Khan
- IIFA Award/Beste Regie: Karan Johar
- IIFA Award/Beste Story: Shibani Bhattija
- IIFA Award/Bester Liedtext: Niranjan Iyengar
- IIFA Award/Beste Hintergrundmusik: Shankar-Ehsaan-Loy
- 8th Annual Central European Bollywood Awards – Bester Schauspieler – Shah Rukh Khan
- 8th Annual Central European Bollywood Awards – Beste Schauspielerin – Kajol
- 8th Annual Central European Bollywood Awards – Beste Regie – Karan Johar
- 8th Annual Central European Bollywood Awards – Bester Film
- 8th Annual Central European Bollywood Awards – Beste Kameraführung